# Raymond Jacobs
Raymond Jacobs (ur. 1925, zm. 29 stycznia 2008 w Redding w stanie Kalifornia) – amerykański żołnierz piechoty morskiej, operator radiostacji, weteran II wojny światowej. Znany był przede wszystkim jako ostatnia żyjąca osoba z żołnierzy uwiecznionych na słynnym zdjęciu z wznoszenia flagi USA na japońskiej wyspie Iwo Jima.
Zdjęcie wykonał na szczycie Suribachi 23 lutego 1945 r. amerykański fotograf agencji Associated Press, Louis R. Lowery. Przez wiele lat Raymond Jacobs starał się udowodnić, że to właśnie on jest jedną z postaci na zdjęciu (twarz radiotelegrafisty jest częściowo odwrócona, a jedna z wersji głosi że Jacobs faktycznie znajdował się na górze, ale w momencie zawieszenia małej flagi i nie było go w momencie zatknięcia większej flagi które właśnie uwieczniono na zdjęciu). Według pułk. Walta Forda, wydawcy magazynu „Leatherneck”, inne zdjęcia z rolki filmowej wskazują niezbicie, iż radiotelegrafistą przedstawionym na zdjęciu jest Raymond Jacobs. Zdania na temat tego czy Jacobs rzeczywiście był jednym z bohaterów zdjęcia czy nie są podzielone.    
Po zakończeniu działań wojennych został zdemobilizowany w 1946 r. Ponownie został wcielony do wojska w czasie wojny koreańskiej w 1951 r. Przez kolejnych 30 lat pracował jako reporter, prowadzący i szef informacji w telewizji KTVU-TV w Oakland. Od 1992 r. przebywał na emeryturze.